# Obléhání Olomouce (1758)
Obléhání Olomouce proběhlo v květnu a červnu roku 1758, kdy pruský král Fridrich II. zahájil tažení na Moravu. Byl ale překvapen novým opevněním Olomouce a silným odporem městských obránců. Pruské armádě docházely potraviny a střelivo, a když po bitvě u Domašova bylo jasné, že nové zásoby z Polska nedorazí, musel pruský král od obléhání ustoupit a odtáhnout zpět do Pruska.

## Situace před obléháním
29. srpna 1756 vpadl pruský král Friedrich II. se svojí armádou do Saska. Začal tak válečný konflikt, nazvaný později sedmiletá válka. Po vítězství v bitvě u Štěrbohol 6. května 1757 oblehli Prusové Prahu. Díky rakouskému polnímu maršálkovi Leopoldovi von Daunovi se podařilo na Moravě zformovat rezervní rakouskou armádu a přesunout ji do Čech. 18. června 1757 v bitvě u Kolína byl pruský král Friedrich II. poražen, a byl nucen odtáhnout z Čech.
Nové tažení zahájil král Friedrich na jaře 1758. Podle plánu měl znovu získat Slezsko, vpadnout na Moravu, dobýt pevnost Olomouc, obsadit celou Moravu, a poté táhnout do Rakouska a skončit dobytím Vídně. Pro tento plán disponoval pruský vládce armádou o síle 166 000 mužů, a podporou Anglie. Rakouské diplomacii se podařilo získat na svoji stranu Rusko, Švédsko, Francii a německá knížata, celková úhrnná síla 307 000 vojáků. Prusům se obratným manévrováním podařilo zmást Leopolda Dauna, a vzbudili dojem, že táhnou do Čech. Zatím ale hlavní síly pruské armády táhly k hranicím Moravy, a 27. dubna 1758 překročily její hranice. Přes Opavu, Budišov nad Budišovkou a Jívovou se pruské vojsko dostalo 3. května do okolí Štarnova, asi 15 km od Olomouce. Pruská invazní armáda na Moravě měla 55 000 výborně vycvičených vojáků. K samotnému obléhání Olomouce byl vyčleněn osmitisícový obléhací sbor.

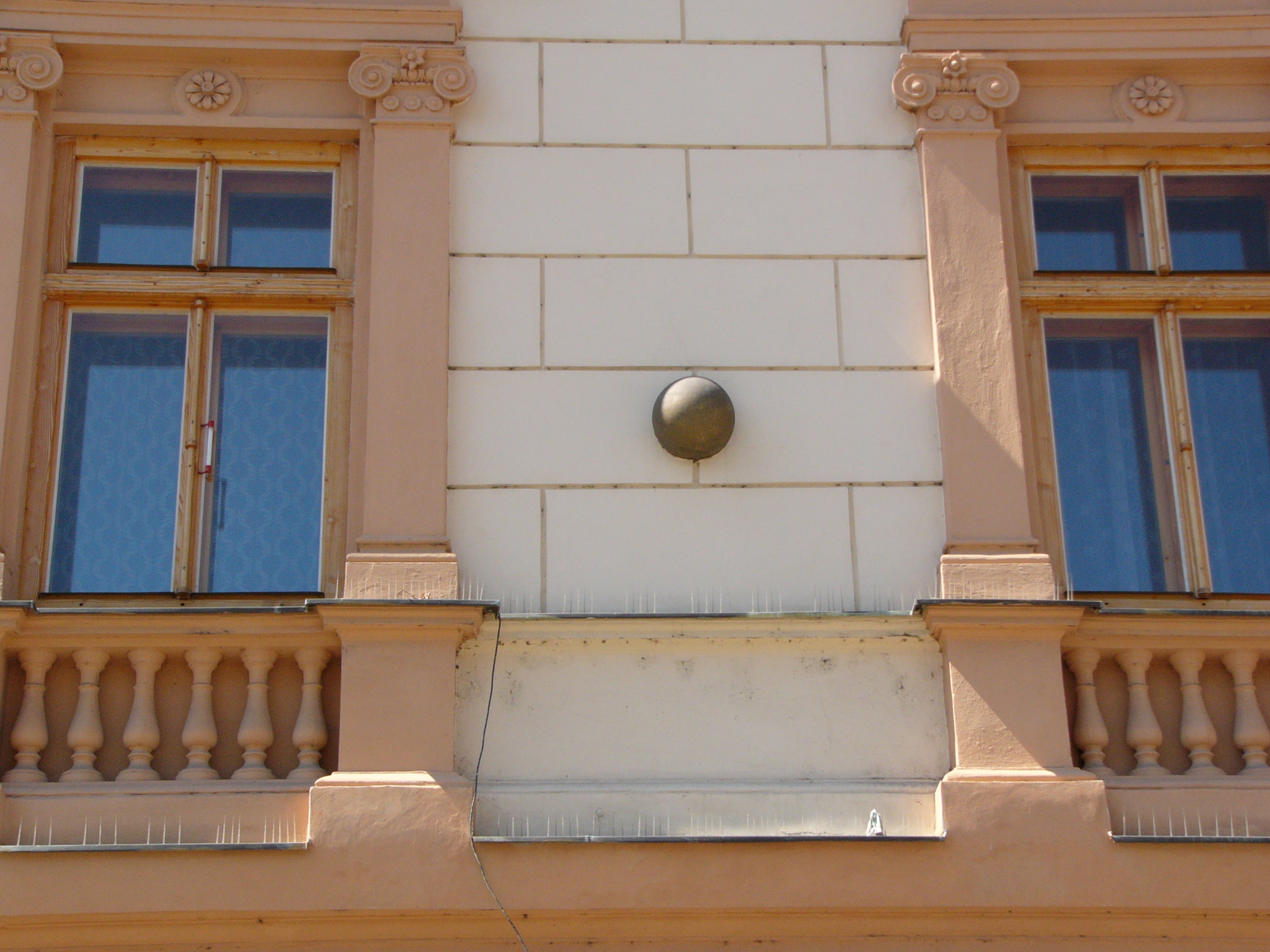
Koule z pruského děla na jednom z olomouckých domů

## Obléhání Olomouce
První zprávy o pohybu pruské armády dorazily do Olomouce 27. dubna 1758. Město začali houfně opouštět měšťané, návštěvníci, duchovní, včetně čerstvě zvoleného olomouckého biskupa Leopolda II. Fridricha z Egkhu. Olomoucké pevnosti v té době velel zkušený generál polní zbrojmistr baron Ernst Dietrich Marschall von Burgholzhausen, jeho pobočníkem byl Klaudius Hyacint svobodný pán Bretton. Byly zahájeny přípravy k obraně pevnosti Olomouc. Na hradbách byla rozmístěna děla, předpolí pevnosti bylo zatopeno vodou z řeky Moravy. Většina civilního obyvatelstva, především ženy, děti, studenti, duchovní, jeptišky a služebnictvo opustili město, násilím byli vyvedeni žebráci a tuláci. Stovky nádeníků odstraňovaly z okolí hradeb vše, co bránilo výhledu nebo ztěžovalo obranu, a co by mohlo sloužit k úkrytu útočníků. 300 mužů shánělo do pevnosti dobytek, seno, krmivo a zásoby obilí. Ve městě byla zavedena tuhá kázeň. Na náměstí dal velitel Marshall postavit pranýř k trestání lichvářů a překupníků, a před policejní stanicí byla vztyčena šibenice pro zrádce.
Prusové mezitím obsadili Litovel a Prostějov. Rakouská armáda pod vedením Leopolda Dauna se rozložila na česko-moravském pomezí, mezi Mohelnicí, Litomyšlí a Plumlovem a vyčkávala jak se vyvine situace. První konflikt před hradbami se odehrál 5. května, oddíl Prusů v počtu asi 500 husarů byl snadno odražen. Od 8. května se v Olomouci začala vytrhávat dlažba a kameny k případným opravám hradeb.

## Po obsazení Olomouce

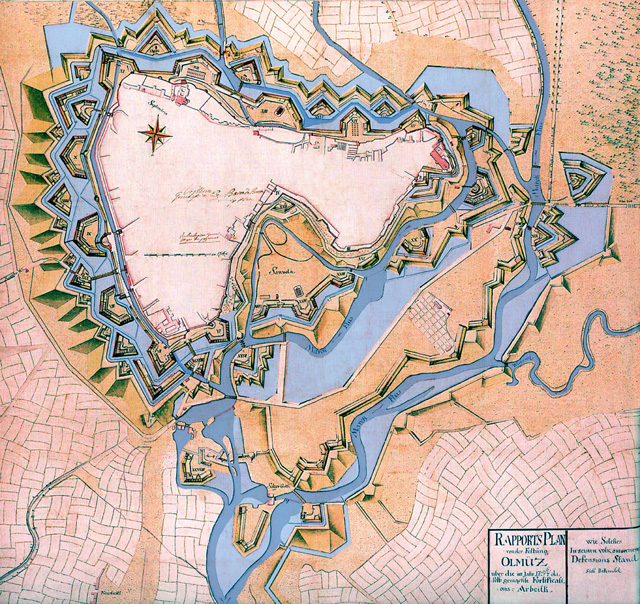
Plán Olomoucké pevnosti z roku 1757

V obsazené Olomouci jednal s pruským králem na jaře roku 1758 nejmenovaný evangelický kazatel a hledal u něj pomoc pro sto rodin evangelíků, kteří „pronásledování evangelíků a neustále hrozící jim nebezpečí už nemohli déle vydržet“. Tyto rodiny chtěly odejít ze země a usadit se v Pruském Slezsku stejně tak, jak to udělaly mnohé jiné nekatolické rodiny před nimi. (Poprvé byla Olomouc obsazena pruským vojskem v prosinci 1741.)  Poté, co Fridrich II. podporu ochotně přislíbil, kazatel rychle odešel do Slezska, aby vyhledal vhodná místa k usazení většího množství lidí. Plán byl ale zmařen, pruské vojsko se z Olomouce stáhlo, zájemci o emigraci byli prozrazeni a uvězněni v olomouckém žaláři. Na hlavu kazatele byla vypsána zvláštní odměna, ale on už zůstal za hranicemi.